# Comté de Viru occidental
Le comté de Viru-Ouest (en estonien Lääne-Viru maakond) est l'un des 15 comtés d'Estonie. Il est situé au nord du pays, bordé par le golfe de Finlande. Son centre administratif est la ville de Rakvere. Le comté compte 66 701 habitants(1er janvier 2012), soit 5,1 % du total du pays, pour une superficie de 3 627,8 km2.

## Géographie
Au nord, le comté est baigné par les eaux du golfe de Finlande.
Il borde le comté de Viru-Est à l'est, le comté de Jõgeva au sud ainsi que le comté de Harju et comté de Järva à l'ouest.
La partie méridionale du comté est située dans les collines de Pandivere ou il y a une vaste zone karstique d'où prennent leur source de nombreuses rivières. La périphérie orientale du comté occupe une petite partie de la plaine d'Alutaguse.
Le plus haut sommet du Lääne-Virumaa est l'Emumägi (166 m), la rivière la plus longue est la rivière Kunda (69 km) et le plus grand lac est le lac Porkuni (41,5 ha).
La longueur du littoral est de 134 kilomètres.
Le comté comprend également Vaindloo, l'île la plus septentrionale de l'Estonie.
Environ 47% de la superficie du comté est constituée de forêts. Au sud-ouest se trouve la réserve naturelle d'Endla.
Le territoire du comté comprend le plus ancien parc national d'Estonie, le parc national de Lahemaa, et le village historique et ethnographique d'Altja.

## Histoire
Du temps de l'Empire russe et du gouvernement d'Estland, il faisait partie du Wierland.

## Population

### Évolution démographique
| 2018   | 2019   | 2020   | 2021   |
| ------ | ------ | ------ | ------ |
| 59 791 | 59 325 | 58 862 | 58 402 |

| 2022   | 2023   | - | - |
| ------ | ------ | - | - |
| 58 709 | 59 608 | - | - |

### Composition ethnique
Au recensement de 2011, l'actuel Viru occidental comptait 59 842 habitants, dont 51 975 (86,9 %) étaient des Estoniens, 5 794 (9,7 %) des Russes et 2 027 (3,4 %) d'autres nationalités.

## Subdivisions administratives

### Depuis 2017
Depuis 2017, le comté est subdivisé en 8 municipalités.
| Rang | Municipalité | Type    | Population (2018) | Superficie km2 | Densité | Carte |
| ---- | ------------ | ------- | ----------------- | -------------- | ------- | ----- |
| 1    | Haljala      | Rurale  | 4 389             | 547            | 8.0     |       |
| 2    | Kadrina      | Rurale  | 4 958             | 355            | 14.0    |       |
| 3    | Rakvere      | Rurale  | 5 566             | 296            | 18.8    |       |
| 4    | Rakvere      | Urbaine | 15 613            | 11             | 1 419.4 |       |
| 5    | Tapa         | Rurale  | 11 252            | 479            | 23.5    |       |
| 6    | Vinni        | Rurale  | 6 919             | 1 013          | 6.8     |       |
| 7    | Viru-Nigula  | Rurale  | 5 981             | 311            | 19.2    |       |
| 8    | Väike-Maarja | Rurale  | 6 016             | 683            | 8.8     |       |

### Avant 2017
Avant 2017, le comté était subdivisé en 15 municipalités, dont 2 villes.
Municipalités urbaines (linn):
- 1 Kunda
- 2 Rakvere

Municipalités rurales (vallad):
- 3 Haljala
- 4 Kadrina
- 5 Laekvere
- 6 Rakke
- 7 Rakvere
- 8 Rägavere
- 9 Sõmeru
- 10 Tamsalu
- 11 Tapa
- 12 Vihula
- 13 Vinni
- 14 Viru-Nigula
- 15 Väike-Maarja

## Jumelages
| Ville | Ville      | Pays | Pays      |
| ----- | ---------- | ---- | --------- |
|       | Dobele (d) |      | Lettonie  |
|       | Gävleborg  |      | Suède     |
|       | Jönköping  |      | Suède     |
|       | Konin      |      | Pologne   |
|       | Kuopio     |      | Finlande  |
|       | Panevėžys  |      | Lituanie  |
|       | Plön       |      | Allemagne |
|       | Vest-Agder |      | Norvège   |

## Galerie

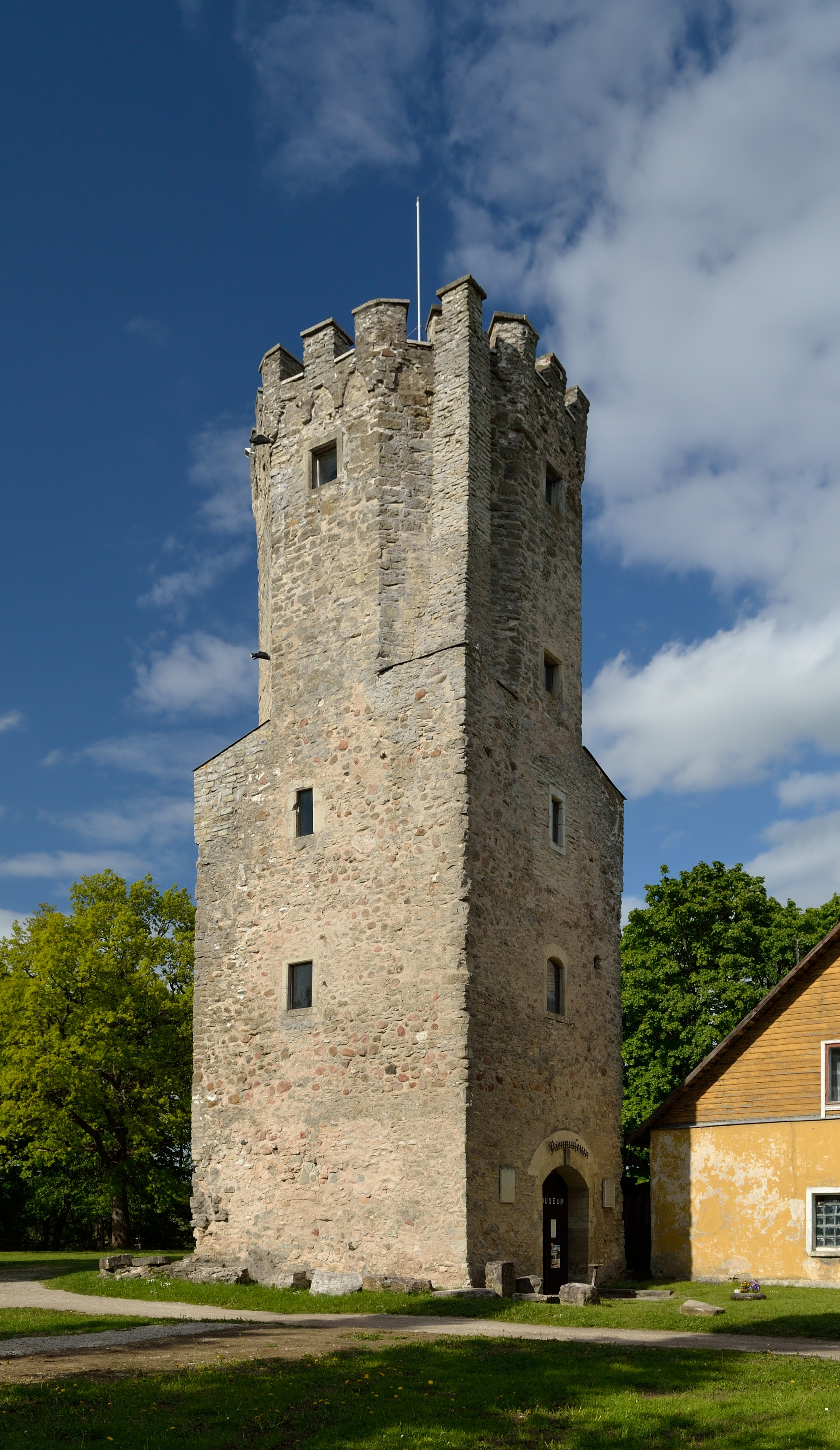
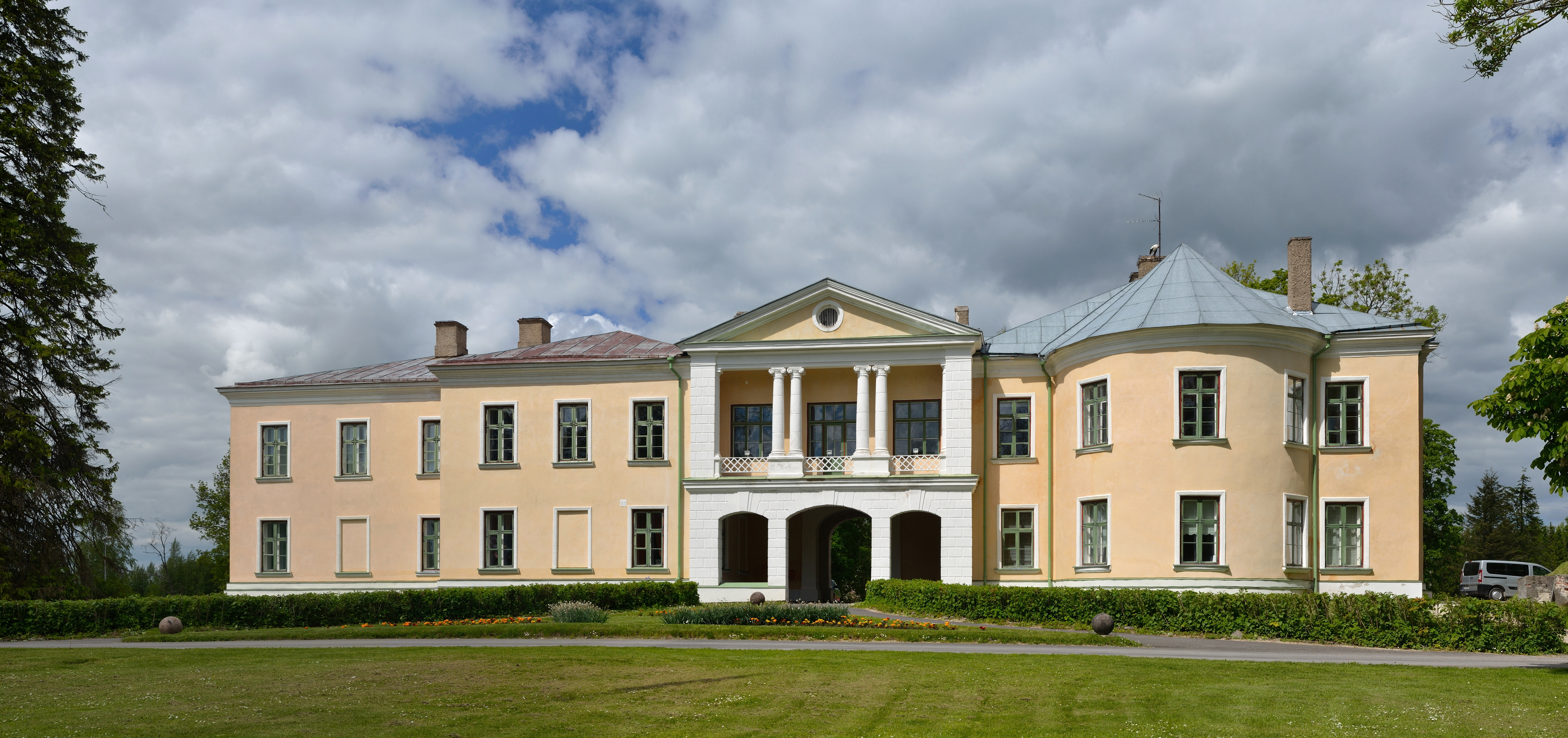
Manoir de Mõdriku
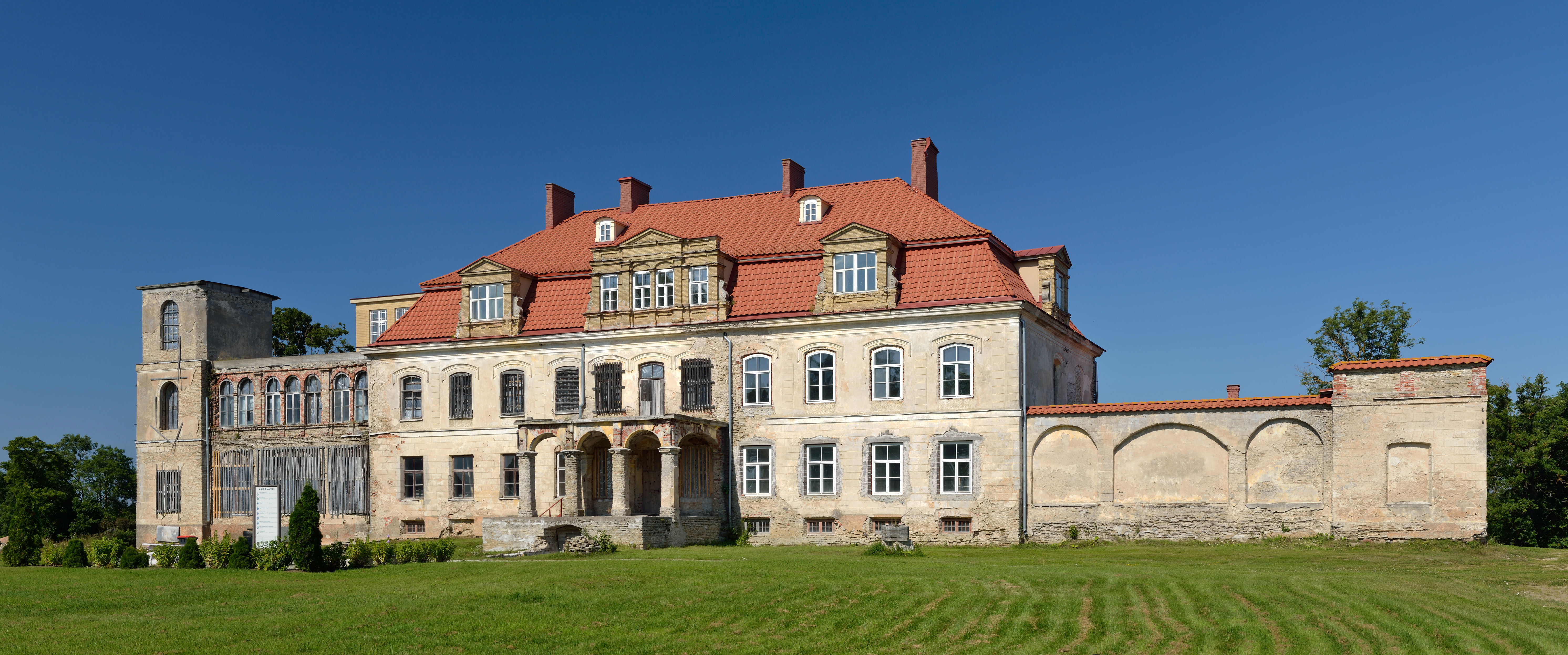
Manoir de Malla
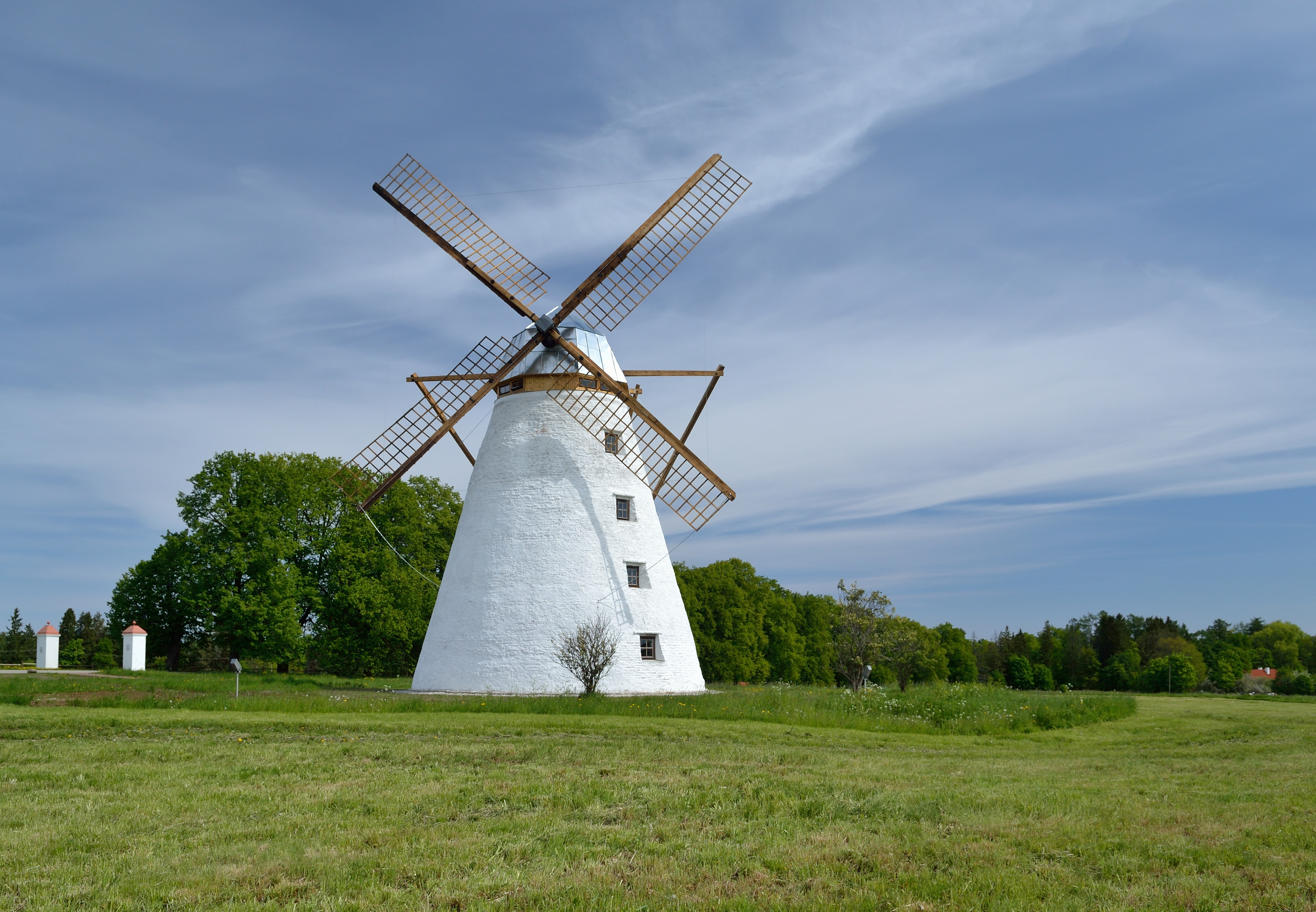
Manoir de Vihula.
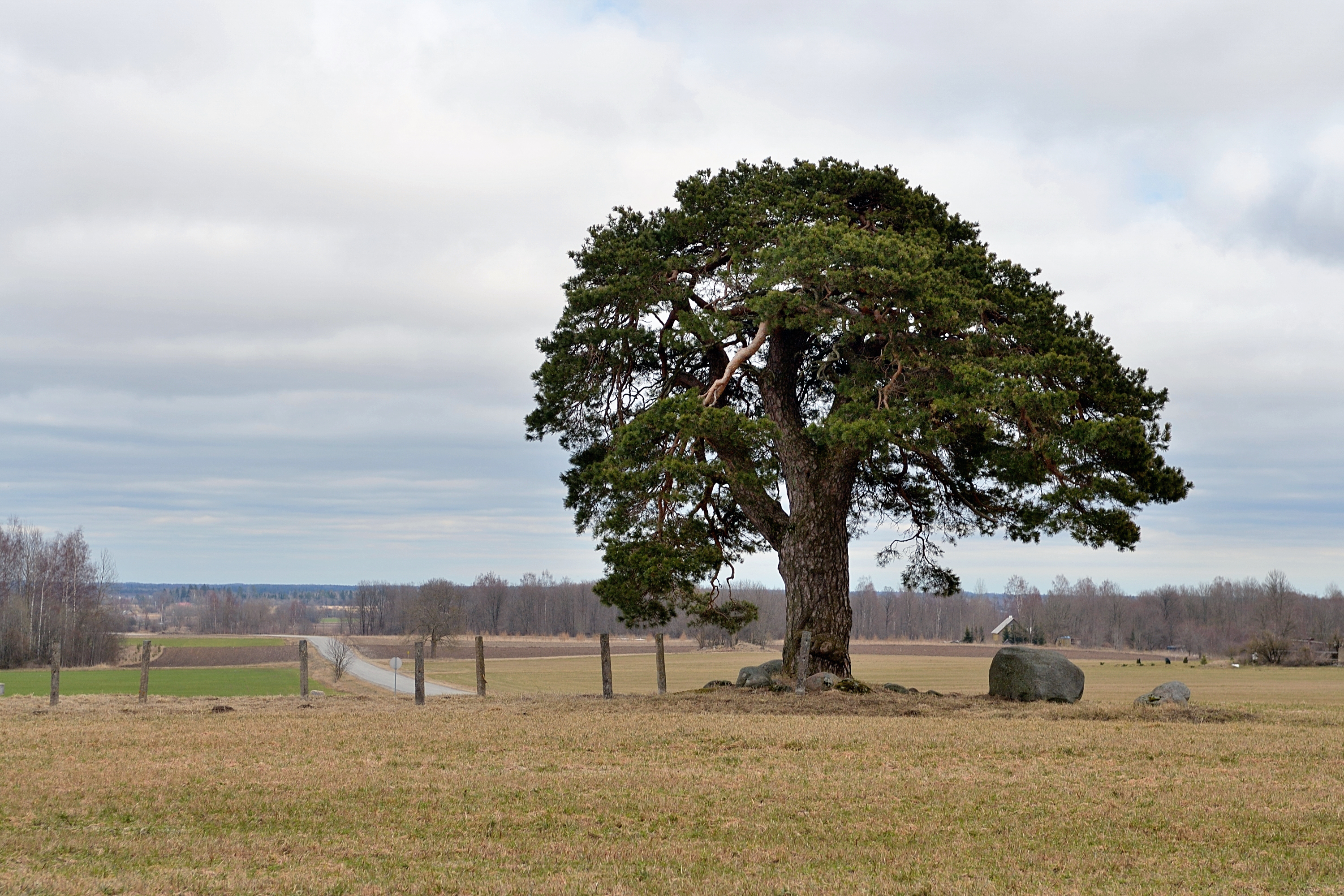
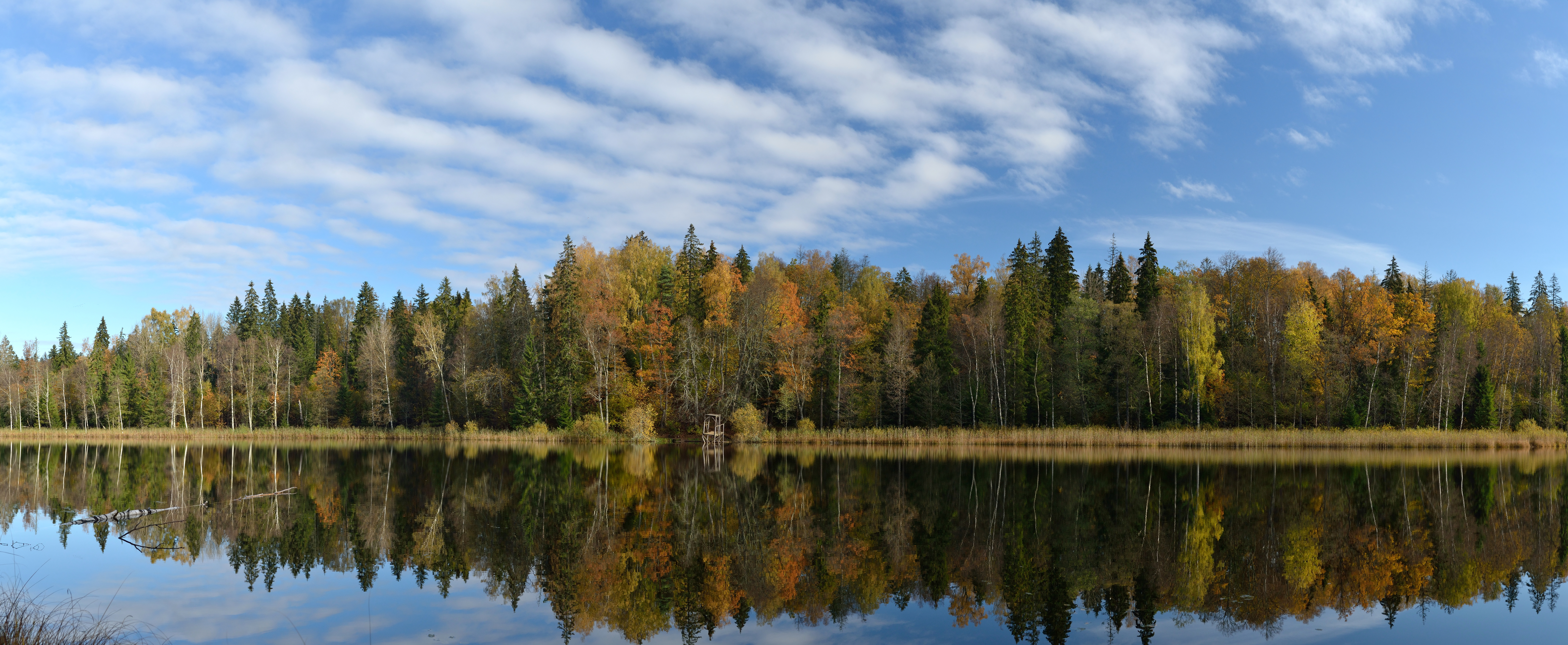
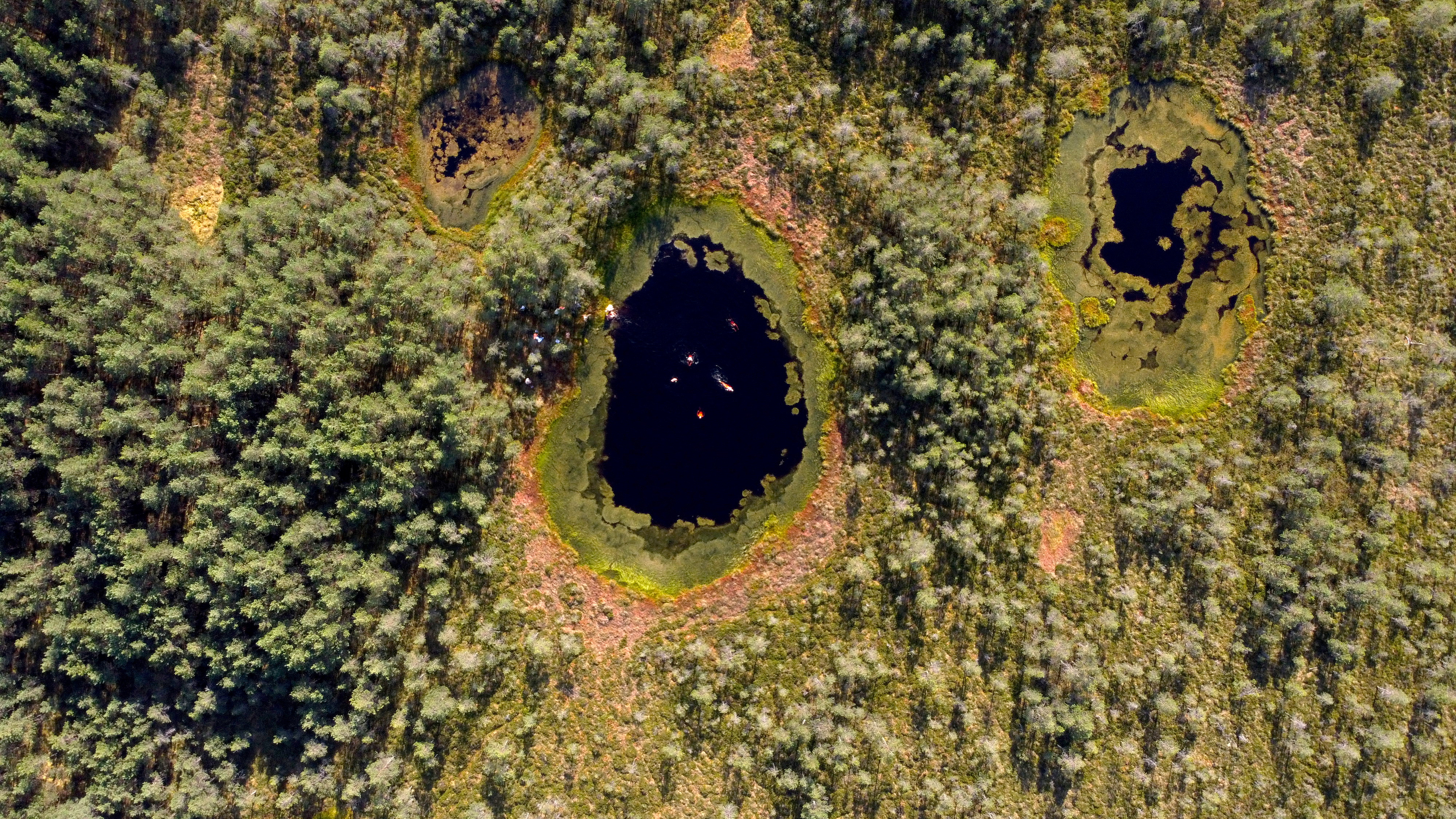
Ohepalu soo (et)